# Corazón Guerrero
Corazón Guerrero es el tercer álbum de estudio de Willie Colón, lanzado originalmente el 9 de mayo de 1982, y posteriormente lanzado en agosto de 1982 por Fania Records. Es un álbum pionero del pop latino, debido a la mezcla de ritmos armónicos que Willie Colón utilizó en las grabaciones con los violines y los saxofones. La canción que más resalta esta mezcla es “Casanova”, que contiene características del pop latino moderno. 
El álbum se inspira y a veces adapta obras musicales de artistas y bandas de otros géneros musicales, como los Dire Straits, Jacques Brel, Carole King, Chico Buarque, etc. Junto con otros álbumes de Willie Colón lanzados en los ochenta, como Fantasmas (1981) o Tiempo pa Matar (1984), es un resultado de la exploración de este artista de fusiones de la salsa con géneros musicales, usualmente de un corte muy universal, como el jazz, las baladas, el rock, música brasileña, etc., dando lugar a obras con instrumentaciones que salen del esquema de la salsa clásica dominante de los setenta, así como a letras que exploran temas más diversos y citadinos
Algunas de las canciones más destacadas del álbum son Casanova, El hijo y el Papá, y Corazón Guerrero, que lleva el mismo nombre del álbum.  

## Sinopsis del álbum
Este álbum se enmarca en la exploración que hicieron artistas de salsa, como Willie Colón, durante la década de los ochenta, de formas musicales de este género más universales, saliéndose de las más típicas expresiones de la salsa clásica de los setenta.
Para la grabación de este álbum, Willie Colón tomó como inspiración varias canciones de artistas diversos, como Mark Knopfler con su banda Dire Straits, Chico Buarque, Jacques Brel, Sylvain Krief, entre otros. Esencialmente, las canciones de este álbum expanden el sonido de la salsa a géneros más universales, tomando como inspiración o adaptando obras de estos artistas a este género.
La canción más famosa del álbum, Casanova, es una adaptación de la canción con el mismo nombre, interpretada por la artista francesa Nicole Croisille en su álbum La femme et l'enfant. 
La canción introductoria del álbum, Corazón Guerrero, está fuertemente inspirada en la icónica canción de rock Sultans of Swing, de 1978, de los Dire Straits, banda del famoso Mark Knopfler. Corazón Guerrero usa en casi toda su extensión las mismas progresiones de acordes de la canción de rock, pero su instrumentalización y su letra son bastante diferentes. 

## Lista de canciones
La lista de canciones ha sido adaptada de la lista de canciones disponible en AllMusic, correspondiente al álbum. 
| No. | Título                       | Escritor(es)                                | Duración |
| --- | ---------------------------- | ------------------------------------------- | -------- |
| 1.  | "Corazón Guerrero"           | Mark Knopfler                               | 7:53     |
| 2.  | "Qué Pasará Mañana"          | Gerald Goffin, Carole King                  | 4:39     |
| 3.  | "Suéltale el Rabo al Dragón" | Willie Colón                                | 6:02     |
| 4.  | "Amor Barato"                | Francis Hime, Francisco Buarque de Hollanda | 5:14     |
| 5.  | "El Hijo y el Papá"          | Jean-Lup Dabadie, Sylvain Krief             | 4:28     |
| 6.  | "Casanova"                   | Sylvian Krief                               | 3:23     |
| 7.  | "Dormido, No"                | Jacques Brel                                | 5:40     |
|     |                              | Duración Total                              | 37:17    |

## Músicos y personal
Músicos de grabación. 
- Jack Adelman: Edición
- John Andrews: Batería
- Gabriela Arnon: Coro, Coro, Voz (Fondo)
- Sam Burtis: Trombón (Bajo)
- Jorge Calandrelli: Piano
- Milton Cardona: Conga
- Graciela Carriqui: Asistente de Producción, Producción de Audio, Coro, Coros, Voz (Antecedentes)
- Diego Colón: Voces infantiles, voces, voces (fondo)
- Willie Colón: Adaptación, Producción de audio, Concepto, Dirección, Dirección musical, Productor, Traducción, Trombón, Voz
- Sal Cuevas: Asistente de Producción, Producción de Audio, Bajo, Guitarra (Bajo)
- Cecilia Engelhart: Voz (Coros)
- Doris Eugenio: Coro, Coro, Voz (Fondo)
- Jon Fausty: Ingeniero de audio, Ingeniero, Director técnico
- Blanca Goodfriend: Voz (Coros)
- Louise Hilton: Diseño gráfico
- Lewis Kahn: Trombón
- Harold Kohon: Cuerdas
- Leo Pineda: Producción de audio
- José Mangual: Bongós
- Leopoldo Pineda: Productor Asistente, Trombón
- John Purcell: flauta, saxofón
- Dan Reagan: Trombón
- Deborah Resto: Coro, Coro, Voz (Fondo)
- Elliot Sachs: Dirección de arte
- Ulf Skogsbergh: Fotografía
- Mauricio Smith: Flauta, Saxofón
- José Torres: Piano
- Buddy Williams: Batería
- Kevin Zambrana: Ingeniero Asistente
- Héctor "Bomberito" Zarzuela: Fliscorno.